# 米拉弗洛雷斯 (博亞卡省)

米拉弗洛雷斯（西班牙語：Miraflores），是哥倫比亞的城鎮，位於該國東北部博亞卡省，面積258平方公里，始建於1811年12月29日，2005年人口12,650，人口密度每平方公里48.25人。